# Жарко Булајић
Жарко Булајић (Вилуси, код Никшића, 22. јул 1922 — Београд, 1. јануар 2009) био је привредник, учесник Народноослободилачке борбе, друштвено-политички радник СР Црне Горе и СР Србије.

## Биографија
Рођен је 22. јула 1922. године у Вилусима код Никшића. Завршио је правни факултет и Институт друштвених наука. Докторирао је са тезом "Аграрни односи у Црној Гори од 1876—1912". Народноослободилачком покрету прикључио се 1941. године. Члан Комунистичке партије Југославије постао је исте године.
После рата, био је уредник у Издавачком предузећу „Рад“, асистент на Економском факултету у Београду, доцент на Пољопривредном факултету у Београду и од 1960. професор Економског факултета у Београду. Био је члан савета више научних института и издавачких предузећа, председник управног одбора Института за економска истраживања Црне Горе, члан Универзитетског комитета Савеза комуниста у Београду, члан Градског комитета СК Београд, секретар Универзитетског комитета СК Београда, члан Градске конференције СК Србије и остало.
Био је председник Извршног већа Скупштине СР Црне Горе од 7. октобра 1969. до 6. маја 1974. године.
Био је добитник Награде АВНОЈ-а 1983. године.
Умро је 1. јануара 2009. године у Београду.
Носилац је Партизанске споменице 1941. и више југословенских одликовања.